# Обыкновенная литорина

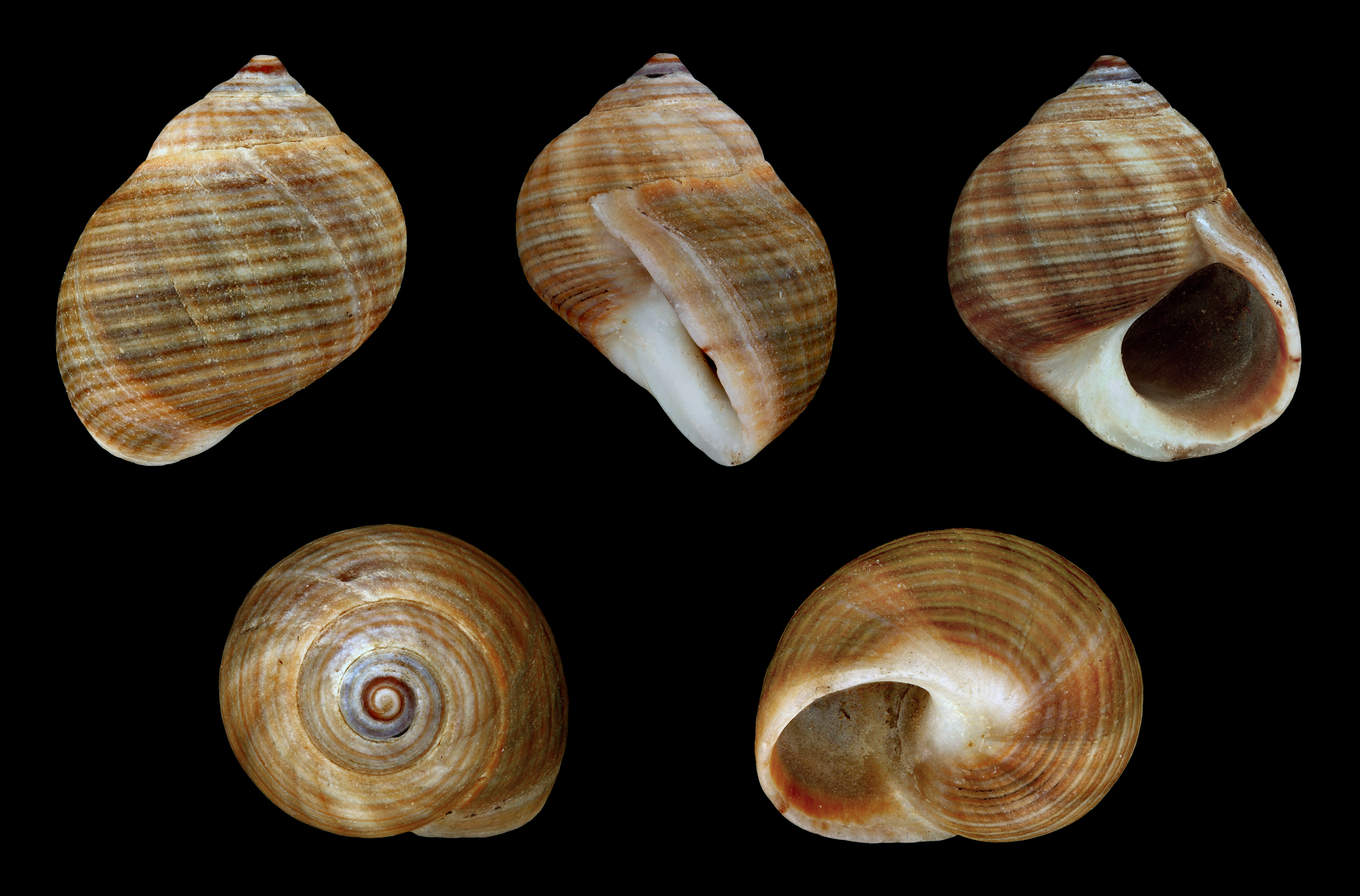
Раковина моллюска

Обыкновенная литорина, или литторина (лат. Littorina littorea) — вид брюхоногих моллюсков из семейства литторин.
Обыкновенная литорина имеет яйцевидную раковину серого или черновато-бурого цвета различных оттенков, по большей части с более тёмными спиральными полосами, с острым завитком и 6—7 оборотами, разделёнными неглубоким швом. Длина раковины около 18—25 мм, реже больше. Тело моллюска желтовато-серое с чёрными точками и полосками. Питается водорослями и детритом. Размножается яйцами.
Вид распространён в северной Атлантике до Северного и Балтийского морей.
Во Франции и в части Британских островов моллюски употребляются в пищу в варёном виде.

## Распространение и экология
Атлантический бореальный вид. Обычен в Белом море. Встречается от среднего горизонта литорали до глубины 10 м на самых разных участках дна — от заиленных до скалистых, среди макрофитов. Эврибионтный вид, способный переносить сильные колебания солености и температуры. В зимнее время моллюски с литорали спускаются в верхнюю сублитораль до наступления весны.

## Морфология
Раковина крепкая, толстостенная, овально-конической формы с приподнятым завитком из 5 оборотов. Последний оборот составляет 3/4 высоты раковины. Скульптура раковины состоит из слабо выраженных линий нарастания и широких уплощенных спиральных рёбер, которые покрыты тонкими вторичными ребрышками. Устье раковины овально-округлое, плотно закрывается крышечкой с эксцентричным ядром. Пупок раковины закрытый. Близкие виды уступают данному вдвое по размерам, кроме того они отличаются по форме и структуре раковины.

## Размножение
Моллюски раздельнополые. Нерест наблюдается в июне и июле, когда температура воды превысит +10 С°. Самки выметывают в воду яйцевые капсулы линзообразной формы, в каждой из которых находится 3—5 яиц. В августе наблюдается массовый выход из капсул личинок велигеров. В сентябре — октябре происходит оседание молоди на дно, при этом их раковина достигает высоты 0,5 мм. Половозрелыми становятся, достигнув высоты раковины в 1,7 мм.

## Питание
Спектр питания значительно шире, чем у других видов рода. Литорина медленно перемещается по субстрату, радулой соскабливая растительные и животные обрастания или захватывая частицы детрита и находящихся в нём мелких животных.

## Поведение
Поведение связано с приливно-отливными циклами. Во время отлива стараются уменьшить негативные последствия обсыхания: переползают в литоральные лужи, прячутся от солнечных лучей под камнями и талломами макрофитов. Если это не удаётся, то литорины плотно закрывают крышечку раковины и в таком положении дожидаются прилива. При этом литорины впадают в анабиоз, интенсивность обмена веществ снижается, и ожидание может затянуться на несколько дней. Оказавшись в воде, моллюски быстро переходят к активной жизнедеятельности.